# گوژنو
گوژنو (به لاتین: Górzno، تلفظ: [ˈɡuʐnɔ]) یک شهرک در لهستان است که در شهرستان برودنیتسا واقع شده‌است.

## خصوصیات
گوژنو ۳٫۴۳ کیلومترمربع مساحت و ۱٬۳۶۲ نفر جمعیت دارد.